# サロン (漫画)
『サロン』は、桜沢エリカによる日本の漫画作品。角川書店『ヤングロゼ』1991年8月号-10月号、1992年2月号、4-5月号、主婦と生活社『週刊女性増刊ヤングブルー』12月11日号に連載された。
女子高校生とゲイカップルの触れ合いを描く第1部、ゲイカップルの恋愛模様を描く第2部、描き下ろしによる最終章から成る。
連載は第2部の途中で掲載誌の変更を経て中断されており、飛鳥新社による著者選集発行に際して最終章が描き下ろされた。最初に刊行された単行本（主婦と生活社版）には第1部のみ収録されている。

## あらすじ
第1部
群馬県の温泉宿のひとり娘で高校生の直は、家にも学校にも居場所をなくし、成り行きで東京に家出、従兄の唯史と彼の恋人恭二の部屋に居候することになる。ゲイ仲間たちとの交流を経て、直は自分を見つめなおし家に帰る決意をする。
第2部
恭二と唯史は付き合って2年目を迎えていた。小説家を目指す恭二は師匠の橋田先生に「自分の私生活を見直せ」とアドバイスされて動揺、さらに職場に見習いで入ってきた高校生昌実にアプローチされる。
最終章
唯史と恭二の結婚式の模様が描かれる。

## 書誌情報
- 桜沢エリカ 『サロン』主婦と生活社〈GIGAコミックス〉、1巻
  - 1巻、1992年7月発行、ISBN 978-4391920291
- 桜沢エリカ 『桜沢エリカ選集 2 サロン』飛鳥新社
  - 1997年3月発行、ISBN 978-4870312814
- 桜沢エリカ 『サロン』 祥伝社〈祥伝社コミックス文庫〉、全1巻
  - 1巻、2003年7月25日発行、ISBN 978-4396380168

## 舞台化
「サロン 〜彼女の生き方、ゲイの生き方〜」として、2007年7月12日から17日までシアターグリーン BIG TREE THEATERにて全10回公演。

劇団フライングステージ第31回公演。脚本・演出は関根信一が担当。
出演者
|                                                                           |                                             |                                           |                                                          |            |
| - 直 - 菜月チョビ - ノーマ - 関根信一 - 唯史 - 數間優一 - 恭二 - 今井克己 | - 石関準 - 野口聖員 - 早瀬知之 - 森澤友一朗 | - 鈴木綾 - 坂本遼 - 安井実生 - しいたけを | - ますだいっこう - 西田夏奈子 - 吾郎 - 阪口拓也 - 羽田真 | - 大門伍朗 |